# Adelaide International 2020
Adelaide International 2020 var den första upplagan av Adelaide International, en tennisturnering spelad utomhus på hard court i Adelaide, Australien. Turneringen var en del av ATP-touren 2020 och WTA-touren 2020.
Turneringen ersatte Sydney International och spelades på Memorial Drive Tennis Centre mellan den 12–18 januari 2020.

## Mästare

### Herrsingel
- Andrey Rublev besegrade  Lloyd Harris, 6–3, 6–0

### Damsingel
- Ashleigh Barty besegrade  Dayana Yastremska, 6–2, 7–5

### Herrdubbel
- Máximo González /  Fabrice Martin besegrade  Ivan Dodig /  Filip Polášek, 7–6(14–12), 6–3

### Damdubbel
- Nicole Melichar /  Xu Yifan besegrade  Gabriela Dabrowski /  Darija Jurak, 2–6, 7–5, [10–5]